# Frique
Frique (em armênio/arménio: Ֆրիկ; romaniz.: Frik; 1230-1310) foi um poeta armênio do fim dos séculos XIII e XIV. Não se sabe se seu nome era realmente esse. Se pensa que era um pseudônimo ou a forma abreviada de seu nome original. O erudito Zhamkochian viu em sua escrita grande semelhança com a língua do Reino Armênio da Cilícia e sugeriu que nasceu ali. Diz-se que mais de 50 poesias de Frique sobreviveram ao longo dos anos. Alguns delas incluem Do Protesto, Um Excerto e Canção.